# 1p36-Deletionssyndrom
Das 1p36-Deletionssyndrom ist eine sehr seltene angeborene Chromosomenveränderung am kurzen Arm des Chromosom 1 mit den Hauptmerkmalen Gesichtsdysmorphie, Entwicklungsverzögerung, Minderwuchs, Epilepsie, Muskelhypotonie, Herzfehlern, Skelettfehlbildungen und Schwerhörigkeit. Es gilt als eines der häufigsten Chromosomendeletionssyndrome.

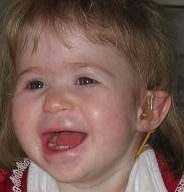
Kleinkind mit syndromtypischen Gesichtsveränderungen

Synonyme sind: Del(1)(p36); Deletion 1p36; Deletion 1pter; Monosomie 1p36; Monosomie 1pter; Subtelomere 1p36-Deletion
Die Erstbeschreibung stammt aus dem Jahre 1996 durch J. A. Bedell und Mitarbeiter.

## Verbreitung
Die Häufigkeit wird mit 1 zu 5.000 bis 10.000 angegeben.

## Ursache
Zugrunde liegt eine partielle heterozygote Deletion des distalen Teils am kurzen Arm des Chromosom 1. Die Bruchpunkte können unterschiedlich sein und sind zwischen Genort p36.13 und p36.33. Bei etwas 50 % ist die terminale Deletion eine Neumutation.
Die Datenbank OMIM unterscheidet:
- Distales Chromosom 1p36 Deletionssyndrom mit isoliertem Auftreten[4]
- RERE-assoziierte neurologische Entwicklungsstörung, autosomal-dominant, Mutationen im RERE-Gen an p36.23[5]

## Klinische Erscheinungen
Klinische Kriterien sind:
- Gesichtsdysmorphie mit geraden Augenbrauen, tiefliegenden Augen, breiter und flacher Nase(nwurzel), Hypoplasie des Mittelgesichts, langes Philtrum und spitzes Kinn
- Brachydaktylie, Kamptodaktylie und kurze Füße
- Geistige Behinderung
- fast immer besteht eine Muskelhypotonie mit Fütterungsproblemen, verzögerter motorischer Entwicklung
- häufig verzögerter Schluss der großen Fontanelle, Mikrobrachyzephalie und nach hinten rotierte, tiefsitzende Ohrmuscheln
- vorgeburtliche Wachstumsverzögerung
- Krampfanfälle
- angeborene Herzfehler
- Sehstörungen
- Schwerhörigkeit

seltener auch Nierenanomalien und Hypothyreose

## Diagnose
Die Diagnose ergibt sich aus den klinischen Befunden und wird durch humangenetische Untersuchung gesichert. Bei familiärer Belastung kann die Diagnose bereits vorgeburtlich durch Pränataldiagnostik gestellt werden.

## Differentialdiagnose
Abzugrenzen sind das Rett-Syndrom, Angelman-Syndrom und Prader-Willi-Syndrom.

## Therapie
Die Behandlung erfolgt multidisziplinär mit regelmäßigen Kontrolluntersuchungen. Spastik spricht auf ACTH-Gaben an.